# Diocese de Santa Marta
A Diocese de Santa Marta (em latim: Dioecesis Sanctae Marthae) é uma diocese localizada na cidade de Santa Marta, na província eclesiástica de Barranquilla, na Colômbia.

Brasão da Diocese de Santa Marta, Colômbia

## História
- 10 de janeiro de 1534: Estabelecida como Diocese de Santa Marta a partir da Diocese de Santo Domingo na República Dominicana

## Bispos

### Ordinários
- Alfonso de Tobes (Nomeado em 1534 - Não[3]
- Juan Fernando Angulo (1536–1542 morreu) [3][4]
- Martín de Calatayud (1543–1548 morreu) [3][5]
- Juan de los Barrios (1552–1564 nomeado arcebispo de Santafé en Nueva Granada) [3][6]
- Juan Méndez de Villafranca (1577–1577 morreu) [3]
- Sebastián Ocando (1579–1619 morreu) [3]
- Leonel de Cervantes y Caravajal (1621–1625 nomeado bispo de Santiago de Cuba) [7]
- Lucas García Miranda (1625-1629 morreu)
- Antonio Corderiña Vega (1630–1640 renunciou)
- Juan de Espinoza y Orozco (1642–1651 morreu)
- Francisco de la Cruz (1658-1660 morreu)
- Francisco de la Trinidad Arrieta (1661-1663 morreu)
- Melchor de Liñán y Cisneros (1664–1668 nomeado bispo de Popayán)
- Lucas Fernández de Piedrahita (1668–1676 nomeado bispo do Panamá)
- Diego de Baños y Sotomayor (1677–1683 nomeado bispo de Caracas, Santiago da Venezuela)
- Gregorius Jacobus Pastrana (1684-1690 morreu)
- Juan Víctores de Velasco (1694–1707 nomeado bispo de Trujillo )
- Ludovicus de Gayoso (1713–1713 morreu)
- Antonio Monroy y Meneses (1715–1738 renunciou)
- José Ignacio Mijares Solórzano y Tobar (1740–1742 morreu)
- Juan Nieto Polo del Aguila (1743–1746 Bispo confirmado de Quito )
- José Javier de Arauz y Rojas (1746–1753 arcebispo confirmado de Santafé em Nueva Granada)
- Nicolás Gil Martínez y Malo (1755–1763 morreu)
- Agustín Manuel Camacho y Rojas (1764–1771 nomeado arcebispo de Santafé en Nueva Granada)
- Francisco Javier Calvo (1771–1773 morreu)
- Francisco Navarro (falecido em 1775–1788)
- Anselmo José de Fraga y Márquez (1790–1792 morreu)
- José Alejandro de Egües y Villamar (1792–1796 morreu)
- Diego Santamaría Cevallos (1798–1801 morreu)
- Eugenio Sesé, CRSA (1801-1803 morreu)
- Miguel Sánchez Cerrudo (1804–1810 morreu)
- Manuel Redondo y Gómez (falecido de 1811 a 1813)
- Antonio Gómez Polanco (falecido de 1817 a 1820)
- José María Estévez (1827–1834 morreu)
- José Luis Serrano (1836 nomeado - 12 de maio de 1852 falecido)
- Bernabé Rojas (1854-1858 morreu)
- Vicente Arbeláez Gómez (1859–1864 nomeado arcebispo coadjutor de Santafé en Nueva Granada)
- José Romero (1864-1891 morreu)
- Rafael Celedón (1891–1902 morreu)
- Francisco Simón y Ródenas (1904–1912 renunciou)
- Francisco Cristóbal Toro (1913–1917 nomeado bispo de Antioquía-Jericó)
- Joaquín Garcia Benitez (1917–1942 nomeado arcebispo de Medellín)
- Bernardo Botero Álvarez (1944–1956 nomeado arcebispo de Nueva Pamplona)
- Norberto Forero y García (1956-1971 aposentado)
- Javier Naranjo Villegas (1971–1980 renunciou)
- Félix María Torres Parra (1980–1987 nomeado arcebispo de Barranquilla)
- Hugo Eugenio Puccini Banfi (1987-2014 aposentado)
- Luis Adriano Piedrahíta Sandoval (2014–2021 morreu)
- José Mario Bacci Trespalacios, CJM (desde 2021)

### Bispos auxiliares
- Pedro José Rivera Mejía (1951-1953), nomeado bispo de Socorro y San Gil
- Alfredo Rubio Diaz (1953-1956), nomeado bispo de Girardot

### Outros padres desta diocese que se tornaram bispos
- Salvador Bermúdez y Becerra, nomeado Bispo de Concepción em 1731
- Luis Gabriel Ramírez Díaz (sacerdote aqui, 1993-2006), nomeado Bispo de El Banco em 2014
- Miguel Fernando González Mariño, nomeado Bispo Auxiliar de Ibagué em 2016